# Silfiac
Silfiac (tiếng Breton: Silieg) là một xã ở tỉnh Morbihan trong vùng Bretagne tây bắc Pháp. Xã này có diện tích 22,46 km², dân số năm 1999 là 445 người. Khu vực này có độ cao từ 175-276 mét trên mực nước biển.
Cư dân của Silfiac danh xưng trong tiếng Pháp là Silfiacois.